# Ekambi Brillant
Pour les articles homonymes, voir Brillant.
Ekambi Brillant, de son vrai nom Ekambi Ekambi Louis Brillant, né le 18 juin 1948 à Dibombari et mort le 12 décembre 2022 à Douala, est un artiste, chanteur et guitariste camerounais.
Il est également connu sous le pseudonyme de Mot’a muenya, qui signifie l’homme célèbre/distingué en langue douala.

## Biographie
Fils d'Ekambi Brillant, grand commerçant et promoteur culturel, et d’Ekambi Claire, native de Djébalè, il est originaire de Dibombari, un village tout proche de Douala. Celui qu'on surnomme Mot'a Muenya (l'homme important) passe son enfance avec ses grands parents maternels à Djébalè (banlieue de Douala) ; c'est là que naît sa passion pour la musique à l'écoute des piroguiers chantant au retour de leurs sorties de la mer.

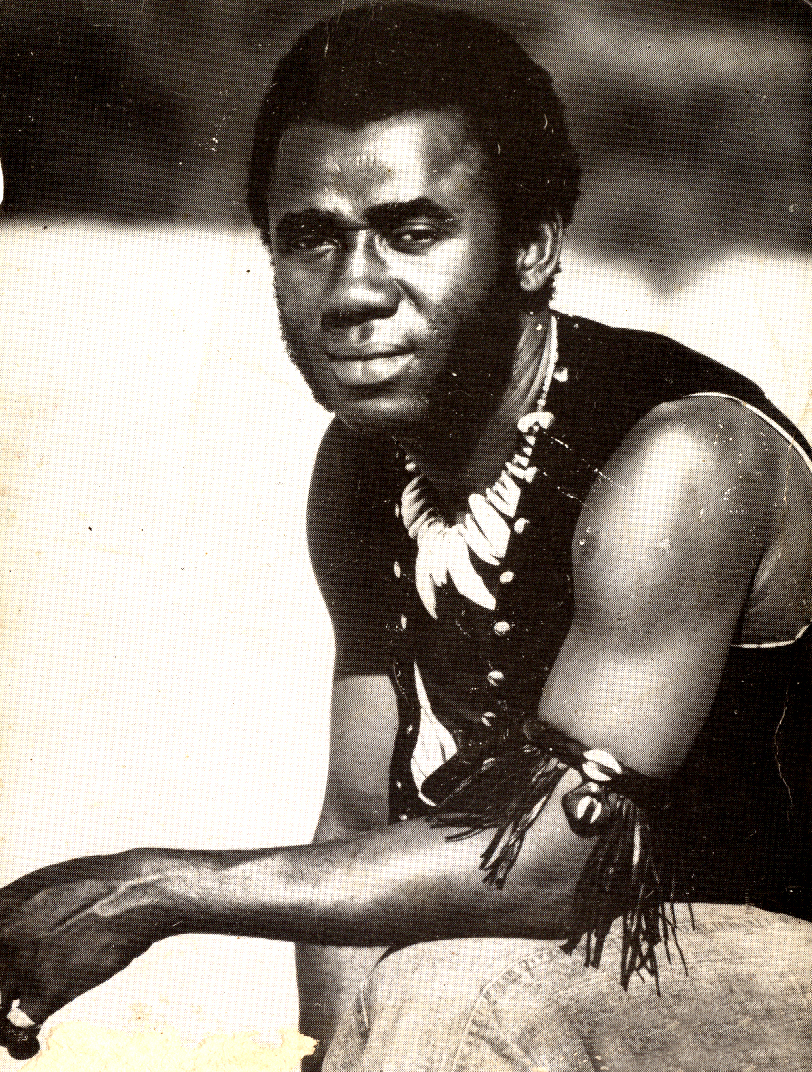

Ekambi Brillant grandit auprès de sa grand-mère, qui l'a élevé au sein jusqu'à l'âge de 7 ans. Il décède à l'hôpital Laquintini de Douala des suite de maladie et est inhumé le 25 février 2023 à Dibombari,.
En 1962, et contre toute attente car son père le voyait difficilement réussir dans les études, il est admis au concours d’entrée en 6e au Lycée Général-Leclerc de Yaoundé. C’est de là, sous le regard de monsieur Zane Daniel, professeur de musique d’origine française, qu’il y apprend la musique et particulièrement à jouer de la guitare.

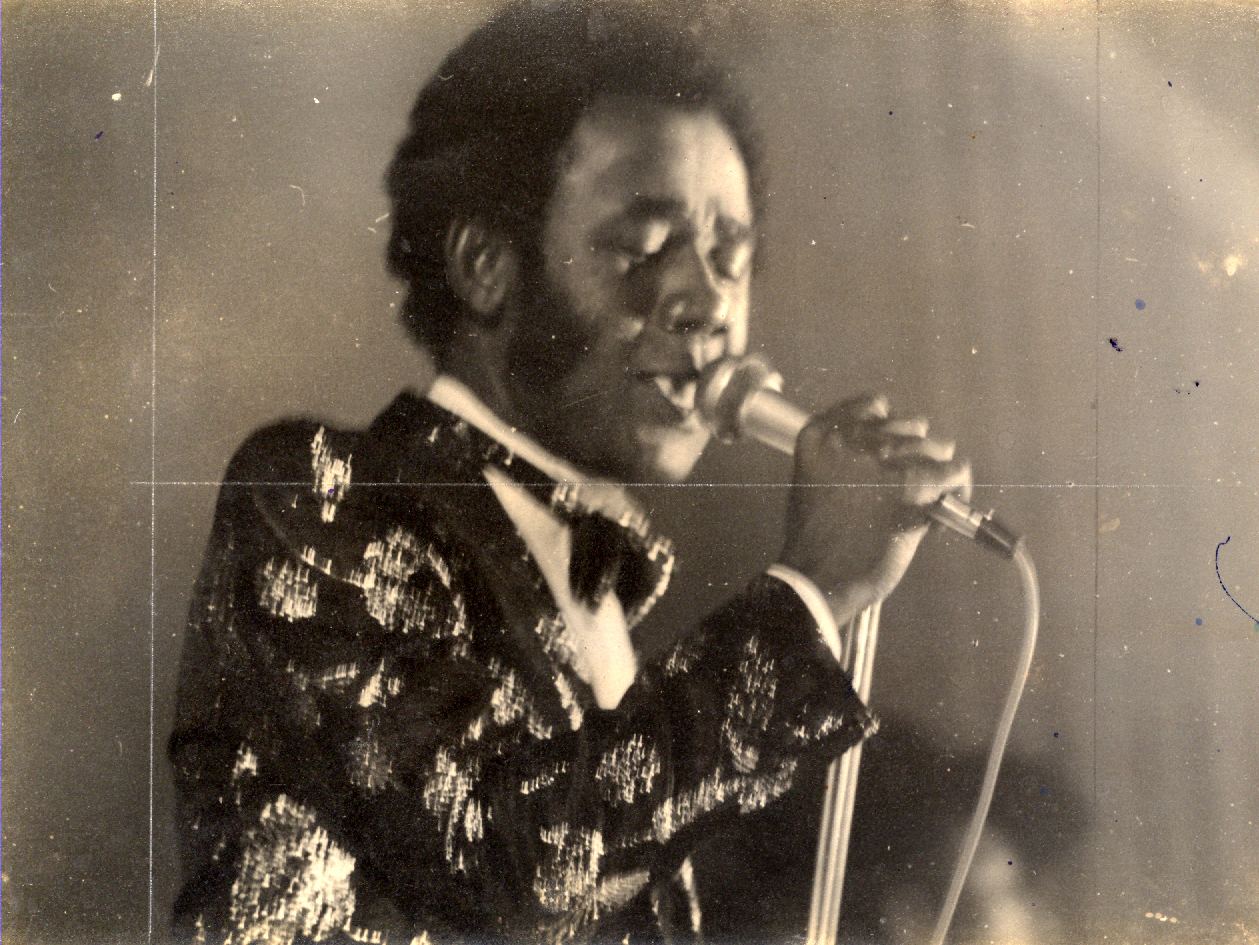
Photo ancienne d'Ekambi Brillant.

En 1971, à l’âge de 23 ans, il arrête ses études en classe de seconde et rejoint la ville de Douala où il intègre l’orchestre Les crack’s comme guitariste. Ceux-ci se produisent dans la boite de nuit Le Domino. Il se présente ensuite au concours de la musique lancé par l’Office de Radiodiffusion Télévision Française (ORTF) dont le jury était composé, entre autres, de Manu Dibango et Francis Bebey. Il en est le lauréat. C’est grâce à ce prix qu’il sort son premier disque 45 tours intitulé Jonguèlè la Ndolo qui enregistra 20 000 ventes.
Arrivé en France en janvier 1972, avec le soutien de Jean Dikoto Mandengue (bassiste camerounais), il fut produit par Philips/Phonogram et sort son second disque 45 tours qui fut également un succès avec 25000 ventes.

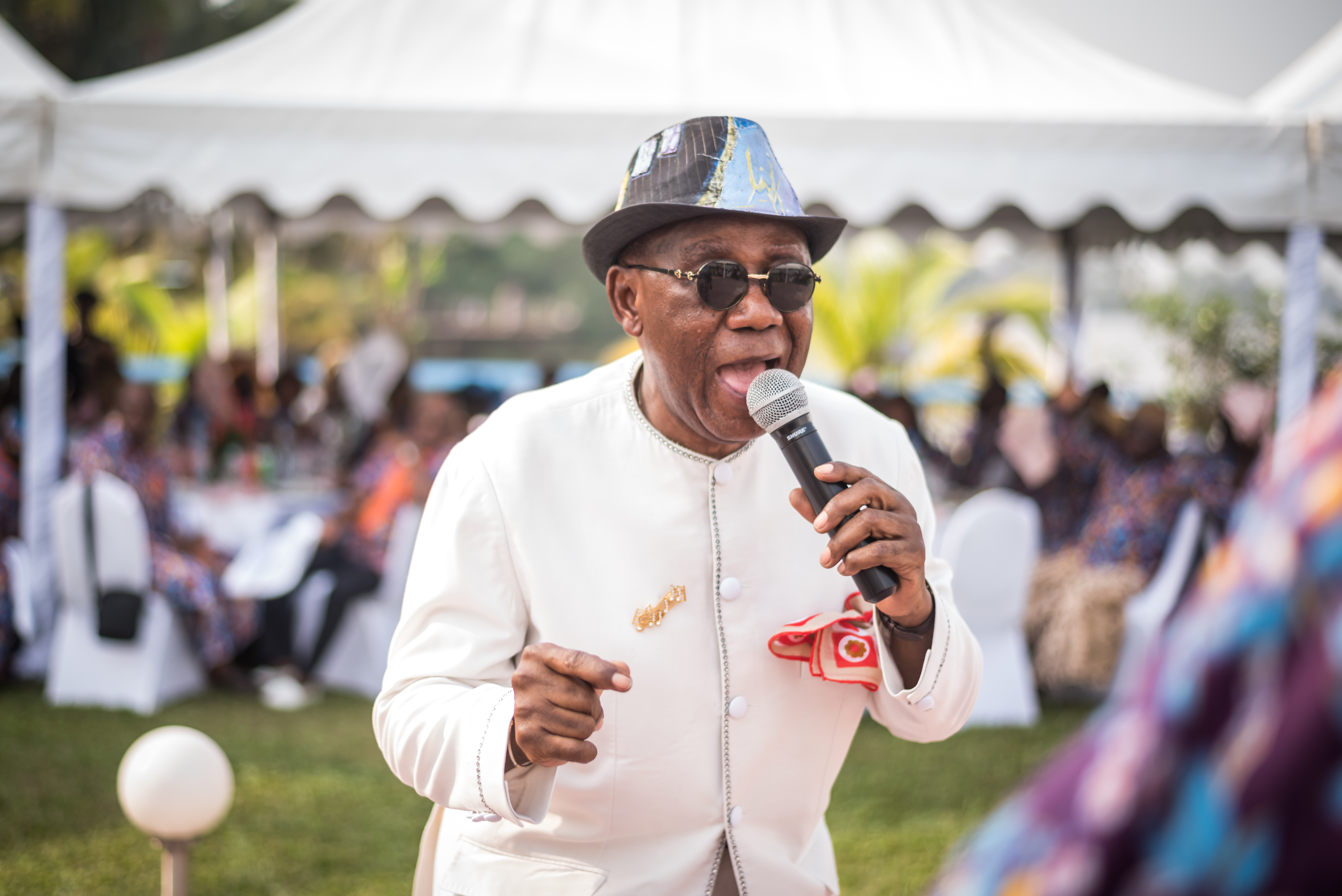
Ekambi Brillant en 2019.

En 1975, il rompt son contrat avec Philips/Phonogram et se lie à Slim Pezin avec qui il sort l’album Africa Oumba avec comme titre phare Elongui qui par la suite a été repris par plusieurs autres artistes tant africains qu’européens. Cet album enregistra un record d’environ 4 millions de vente (Disque de diamant). Suivront des collaborations avec Slim Pezin comme producteur pour les titres Soul Castel, Musunguédi.
De passage au Cameroun dans les années 1976, Ekambi Brillant crée son orchestre appelé Les Ebis (Ekambi Brillant Show) qu’il fait venir en France.
Ekambi Brillant a à son actif près de 20 albums. Il a contribué à l’éclosion de plusieurs artistes aussi bien camerounais comme Marthe Zambo, Valéry Lobé, Aladji Touré qu’africains à l’instar de Cella Stella, Angélique Kidjo.

## Distinction
- Officier de l’ordre national de la valeur – Décret présidentiel no 2009/024 du 3 avril 2009[10].

## Discographie partielle
(LPs, bandes originales, compilations)
- 1971 : 45T Philips 6091 020 : Sesa mulema - Sula n'dolo
- 1972 : 45T Philips 6091 028 : Nganda ba iyo - Oa nde we nu na tondi no
- 1973 : 45T Philips 6091 034 :  Mot a muenya - Mba na mala
- 1974 : 45T Philips 6091 039 : Lo bomea nde mbenja nyu - Mba pe na mala o paradis
- 1975 : 45T Philips 6091 041 : Cameroun Airlines Alane mba - Na mea nde minya mam
- 1976 : 45T Philips 6042 059 : Mbwang na mbwang - Ngnea Longe
- 1975 : Africa Oumba (Fiesta Records)
- 1976 : Ekambi Brillant (BBZ Productions)
- 1977 : Djambo's Djambo's (BBZ Productions)
- 1984 : Musiki Too Hot (Jengou Records)